# Nhà thờ Thánh Cyril và Thánh Methodius ở Lehota pod Vtáčnikom
Nhà thờ Thánh Cyril và Thánh Methodius ở Lehota pod Vtáčnikom (tiếng Slovakia: Kostol svätých Cyrila a Metoda v Lehota pod Vtáčnikom) là một nhà thờ tọa lạc tại làng Lehota pod Vtáčnikom, vùng Trenčín, Slovakia. Vào ngày 31 tháng 10 năm 1963, nhà thờ này được ghi danh vào Danh sách Di tích Trung ương theo quyết định của Bộ Văn hóa Cộng hòa Slovakia.

## Lịch sử
Nhà thờ Thánh Cyril và Thánh Methodius ở Lehota pod Vtáčnikom được xây dựng từ ngày 22 tháng 5 năm 1947 đến năm 1949. Giám mục Nitra lúc bấy giờ là Karol Kmeťka đã khởi xướng việc xây lên ngôi nhà thờ này. Cha xứ Velcohote là Štefan Struhár đảm trách chỉ đạo công cuộc xây dựng nhà thờ. Bản thiết kế tòa nhà do kiến trúc sư Jozef Koryčánek thực hiện. Hai thợ xây bậc thầy người Đức là Ladislav Richter và Michal Ševčík đã tiến hành xây dựng nhà thờ này.
Lễ thánh hiến nhà thờ Thánh Cyril và Thánh Methodius ở Lehota pod Vtáčnikom diễn ra vào ngày 12 tháng 10 năm 1947. Tuy nhiên, công việc xây dựng nhà thờ còn kéo dài cho đến năm 1949. Bàn thờ chính của nhà thờ này được thánh hiến trong ngày lễ Thánh Cyril và Thánh Methodius, tức là vào ngày 5 tháng 7 năm 1949.